# Kim Kun-woo
Kim Kun-woo (kor. 김건우; * 29. Februar 1980) ist ein ehemaliger südkoreanischer Leichtathlet, der sich auf den Zehnkampf spezialisiert hat und Inhaber des Landesrekordes in dieser Disziplin ist. Zu seinen größten Erfolgen zählen Medaillengewinne bei den Asienspielen und Asienmeisterschaften sowie die Goldmedaille bei den Ostasienspielen 2005 in Macau.

## Sportliche Laufbahn
Seinen ersten internationalen Wettkampf bestritt Kim Kun-woo im Jahr 2000, als er bei den Asienmeisterschaften in Jakarta mit 7031 Punkten die Silbermedaille hinter dem Japaner Hitoshi Maruono gewann. Im Jahr darauf belegte er bei den Ostasienspielen in Osaka mit 6447 Punkten den sechsten Platz und anschließend erreichte er bei der Sommer-Universiade in Peking mit 6227 Punkten Rang 15. 2002 gelangte er bei den Asienspielen im heimischen Busan mit 7464 Punkten auf Rang sechs und im Jahr darauf wurde er bei den Studentenweltspielen in Daegu mit 7675 Punkten Achter. 2005 sicherte er sich bei den Asienmeisterschaften in Incheon mit 7694 Punkten die Silbermedaille hinter dem Usbeken Pavel Andreyev, ehe er bei den Ostasienspielen in Macau mit 7754 Punkten die Goldmedaille gewann. Im Jahr darauf nahm er erneut an den Asienspielen in Doha teil und gewann dort mit 7665 Punkten die Bronzemedaille hinter dem Kasachen Dmitri Karpow und Vitaliy Smirnov aus Usbekistan. 2007 erreichte er bei den Asienmeisterschaften in Amman mit 7354 Punkten Rang fünf und startete anschließend bei den Weltmeisterschaften in Osaka, bei denen er sich mit 7531 Punkten auf dem 21. Platz klassierte. 2010 gewann er bei den Asienspielen in Guangzhou mit 7808 Punkten die Silbermedaille hinter dem Kasachen Karpow und im Jahr darauf gelangte er bei den Weltmeisterschaften in Daegu mit 7860 Punkten auf Rang 17 und stellte damit einen neuen Landesrekord im Zehnkampf auf. 2017 bestritt er in Cheongju seinen letzten offiziellen Wettkampf und beendete daraufhin seine aktive sportliche Karriere im Alter von 37 Jahren.
In den Jahren von 2003 bis 2010 sowie 2012, 2013 und 2015 wurde Kim südkoreanischer Meister im Zehnkampf.

## Persönliche Bestleistungen
- Zehnkampf: 7860 Punkte: 28. August 2011 in Daegu (südkoreanischer Rekord)